# Rioja (Perù)
Rioja è un comune del Perù, situato nella Regione di San Martín e capoluogo della Provincia di Rioja.